# کیله‌کمر
کیله‌کمر (به ترکی آذربایجانی: Kela-Kamar) منطقه‌ای مسکونی در جمهوری آذربایجان است که در جمهوری خودمختار نخجوان واقع شده‌است.